# Луцкий троллейбус
Луцкий троллейбус (укр. Луцький тролейбус) — система общественного транспорта в городе Луцк Волынской области Украины. Открыт 8 апреля 1972 года. По состоянию на 2013 год имеется 14 маршрутов, 109,15 км сети и 69 машин.

## История
Троллейбусное движение в Луцке было открыто 8 апреля 1972 года пятнадцатью троллейбусами Киев-6 по маршруту № 1 протяжённостью 13,5 км «Депо — кинотеатр „Комсомолец“» по улицам Молодёжная (сейчас — Глушец), Богдана Хмельницкого, Ленина (сейчас — просп. Воли), Киевская площадь. Тогда же построено депо на 100 мест.
5 ноября 1972 года линия продлена от кинотеатра «Комсомолец» до ул. Энгельса (сейчас — завод «Искра»), пущен маршрут № 2 «Депо — ул. Энгельса».
10 января 1974 года введена новая линия «Братский мост (центр) — Кичкаровка (ул. Матросова)», пущен маршрут № 3 «ул. Матросова — ул. Энгельса».
1 января 1975 года введена новая линия «Центр — Железнодорожный вокзал», пущен маршрут № 4 «ул. Матросова — Вокзал».
22 октября 1976 года продлена линия от Кичкаровки (ул. Матросова) до Лесничества, продлён маршрут № 4: «Вокзал — Лесничество», примерно тогда же маршрут № 2 перенаправлен от Депо до Вокзала: «Вокзал — ул. Димитрова (ранее — ул. Энгельса)».
1 мая 1978 года введена новая линия от ул. Шевченко по ул. Львовской до автостанции № 2, маршрут № 4 перенаправлен от Лесничества к АС-2: «Вокзал — АС-2», а № 3 продлён до лесничества: «ул. Димитрова — Лесничество».
7 ноября 1979 года введена новая линия от Ровенской ул. до северной промзоны — КРЗ, сюда перенаправлен маршрут № 2: «Вокзал — КРЗ».

### Маршруты на1 января1980 года
- 1 Депо — ул. Димитрова
- 2 Вокзал — КРЗ
- 3 Лесничество — ул. Димитрова
- 4 Вокзал — АС-2

12 ноября 1980 года линия до КРЗ продлена по ул. Карбышева и по кварталам № 40 и 40А до ул. Гордиюк, сюда пущен маршрут № 1: «Депо — Квартал № 40А».
1 февраля 1983 года введена новая односторонняя линия по улицам Молодёжной (сейчас — Глушец) и Корецкой (сейчас — Брынского), после чего движение по ул. Ленина (сейчас — просп. Свободы) также стало односторонним, а также введена новая линия от Киевской площ. по ул. Дубновской до Кирпичного завода, пущен маршрут № 5 «Квартал № 40А — Кирпичный завод».
1 апреля 1984 года введена новая линия по ул. Потебни от ул. Львовской до ул. Гнидавской, введён маршрут № 6: «АС-2 — ул. Потебни — 33-й Квартал».
В начале 1980-х годов появился короткий дублёр маршрута № 2 — маршрут № 7 «Вокзал — Киевская площадь».
1 января 1986 года введена новая линия от депо по ул. Станиславского, продлён маршрут № 1: «5-й микрорайон — Квартал № 40А».
14 октября 1986 года введено несколько новых линий от центра по проспекту Победы в завокзальную сторону по ул. Конякина, Малиновского (сейчас — просп. Соборности) и просп. Ворошилова (сейчас — Молодёжи), соединяясь в районе Квартала № 40А, пущены маршруты № 8 и 9, изменён маршрут № 2:
- 2 Площ. Воссоединения (Центр) — просп. Победы — КРЗ
- 8 Центр — 33-й Квартал (кольцевой)
- 9 Киевская площадь — просп. Победы — КРЗ

К 1990 году восстановила свою двусторонность ул. Ленина (переименована в просп. Воли), а линия по ул. Глушец остаётся резервной при перекрытии центрального проспекта города, изменены маршруты:

### Маршруты на1 января1990 года
- 1 ул. Бенделиани — просп. Соборности — ул. Бенделиани (кольцевой против часовой стрелки)
- 2 ул. Бенделиани — просп. Соборности — ул. Бенделиани (кольцевой по часовой стрелке)
- 3 завод «Искра» (ул. Димитрова) — Лесничество
- 4 Вокзал — ул. Львовская — АС-2
- 5 КРЗ — ул. Конякина — Кирпичный завод
- 6 АС-2 — ул. Потебни — просп. Соборности — ул. Потебни — АС-2 (кольцевой против часовой стрелки)
- 7 Вокзал — завод «Искра»
- 8 КРЗ — Центр — КРЗ (кольцевой против часовой стрелки)
- 9 КРЗ — Центр — КРЗ (кольцевой по часовой стрелке)

15 августа 1995 года введена новая линия от ул. Львовской до ул. Владимирской, пущен маршрут № 10 «Драмтеатр — ул. Владимирская».
23 августа 1997 года введена новая линия от завода «Искра» до села Гаразджа, пущен маршрут № 11 «Киевская площадь — с. Гаразджа».
Летом 1998 года появился маршрут № 12 «Центральный рынок— просп. Победы — ул. Конякина — ул. Гордиюк — просп. Соборности - Центральный рынок». Примерно в это же время маршрут № 3 не функционировал, вместо него пущен маршрут № 3А «Драмтеатр — Лесничество». В 1999 году, когда началась реконструкция улицы Богдана Хмельницкого, маршруты начали проходить по улице Глушец в обе стороны. Маршрут 3А отменён, а вместо него стал ездить маршрут № 3 «Киевская площадь — Лесничество», который впоследствии и остался. Маршрут № 10 пущен на Вокзал, а маршрут № 12 — к Депо.

### Маршруты на1 января2000 года
- 1 ЛПЗ — кинотеатр «Луцк» (просп. Соборности) (кольцевой против часовой стрелки)
- 2 ЛПЗ — кинотеатр «Луцк» (просп. Соборности) (кольцевой по часовой стрелке)
- 3 Киевская площадь — Лесничество
- 4 Вокзал — ул. Львовская — АС-2
- 5 КРЗ — ул. Конякина — Кирпичный завод
- 6 АС-2 — ул. Потебни — просп. Соборности — ул. Потебни — АС-2 (кольцевой против часовой стрелки)
- 7 Вокзал — завод «Искра»
- 8 КРЗ — Центр (кольцевой против часовой стрелки)
- 9 КРЗ — Центр (кольцевой по часовой стрелке)
- 10 Вокзал — ул. Владимирская
- 11 Киевская площадь — с. Гаразджа
- 12 Депо — Конякина — Соборности — Депо

24 августа 2000 года введена новая линия от АС-2 по ул. Полонковской до пос. Вересневое, сюда перенесен маршрут № 6 «Киевская площадь — ул. Потебни — ул. Львовская — пос. Вересневое». Весной 2001 года маршрут №6 перенаправлен с улицы Потебни на Ковельскую. С января по апрель 2001 года маршрут №10 перенаправлен с Вокзала на КРЗ по ул. Конякина, в обратную сторону по просп. Соборности, потом маршрут вернули в прежний вид. В июле 2001 года появились маршруты № 1А и № 2А, ходившие вне часа пик на 2 остановки не доезжая ЛПЗ, до конечной « ул. Бенделиани». Также в 2001 году произошли изменения в маршруте № 12: от Депо он был перенаправлен на Лесничество, маршрут № 3 перенаправлен с Киевской площади к Кирпичному заводу, но в начале 2002 года его вернули обратно.
В октябре 2002 года пущен маршрут № 4А, который имеет такие же конечные, как и маршрут № 4, но проходит по улице Потебни.
В ноябре 2002 года пущен маршрут № 13 «ЛПЗ — КРЗ» по просп. Соборности. В октябре 2003 года он был сделан как маршрут для пассажиров с особыми потребностями и имел следующий вид: «ул. Бенделиани — просп. Соборности — ул. Гордиюк — просп. Возрождения — ул. Бенделиани » (кольцевой по часовой стрелке). В мае 2005 года с ул. Бенделиани перенаправлен на АС-2, а с ул. Гордиюк — на КРЗ.
В октябре 2003 года маршрут № 11 отменён, а на Гаразджу продлён маршрут № 7. Маршрут № 11 использовали в Поминальное воскресение, а также в зимний период (2007-2009 годах). С сентября 2003 года маршруты №№ 3 и 6 укорочены к Драмтеатру.
В 2004 году маршрут № 12 снова стал ездить от Депо, но теперь в обе стороны по просп. Соборности к ул. Гордиюк. Тогда же появился спецмаршрут «студенческий», который был короткой версией маршрута № 12 и конечные были «ул. Гордиюк — Кинотеатр «Проминь». Позже переименован в маршрут № 12А, ездил только в утренний пик. С 1 декабря 2006 года маршрут № 12 перенаправлен от Депо до ул. Владимирской, а маршрут № 12А отменён.
В ноябре 2009 года продлён маршрут № 3 от Драмтеатра до села Гаразджа, маршрут № 6 продлён от Драмтеатра до КРЗ (кольцевой), а с 19 ноября 2009 года: «пос. Вересневое — ул. Львовская — просп. Победы — КРЗ», тогда же отменены маршруты № 7, 10, 13, а маршрут № 11 работал только в поминальную неделю. введён маршрут № 3А «ул. Бенделиани — Лесничество».

### Маршруты на1 января2010 года
- 1 ЛПЗ — кинотеатр «Луцк» (просп. Соборности) (кольцевой против часовой стрелки, в час пик)
- 1А ул. Бенделиани — кинотеатр «Луцк» (просп. Соборности) (кольцевой против часовой стрелки)
- 2 ЛПЗ — кинотеатр «Луцк» (просп. Соборности) (кольцевой по часовой стрелке, в час пик)
- 2А ул. Бенделиани — кинотеатр «Луцк» (просп. Соборности) (кольцевой по часовой стрелке)
- 3 село Гаразджа — Лесничество
- 4 Вокзал — ул. Львовская — АС-2
- 4А Вокзал — ул. Потебни — АС-2
- 5 КРЗ — ул. Конякина — Кирпичный завод
- 6 Вересневе — просп. Соборности — КРЗ
- 8 КРЗ — Центр (кольцевой против часовой стрелки)
- 9 КРЗ — Центр (кольцевой по часовой стрелке)
- 12 ул. Владимирская —  Соборности — ул. Гордиюк

С июля по ноябрь 2010 года функционировал маршрут № 3А  «ул. Бенделиани — Лесничество», также с июля 2010 года возобновлён маршрут №7.

## Подвижной состав
В настоящее время маршруты обслуживаются машинами типа:
- Škoda 9Tr (1 машина и 1 техничка из 33 всех поступивших) с 1974 года
- ЗиУ-9 (38 машин из 126) с 1978 года
- ЮМЗ-Т1 (6 машин из 7) с 1993 года
- ЮМЗ-Т2 (5 машин) с 1995 года
- ЛАЗ-52522 (1 машина) с 1997 года
- Богдан Е231 (5 машин) с 2007 года
- Богдан Т501.10 (2 машины) с 2008 года
- Jelcz PR110E (10 машин) с 2012 года
- Jelcz 120MT/MTE ( 7 машин) с 2014 года
- Jelcz M121Е  ( 2 машины) с 2014 года
- Mercedes-Benz O405NE ( 1 машина) с 2015 года

Ранее были также:
- Киев-6 (30 машин) в 1972—1985